# Ovid Charlebois

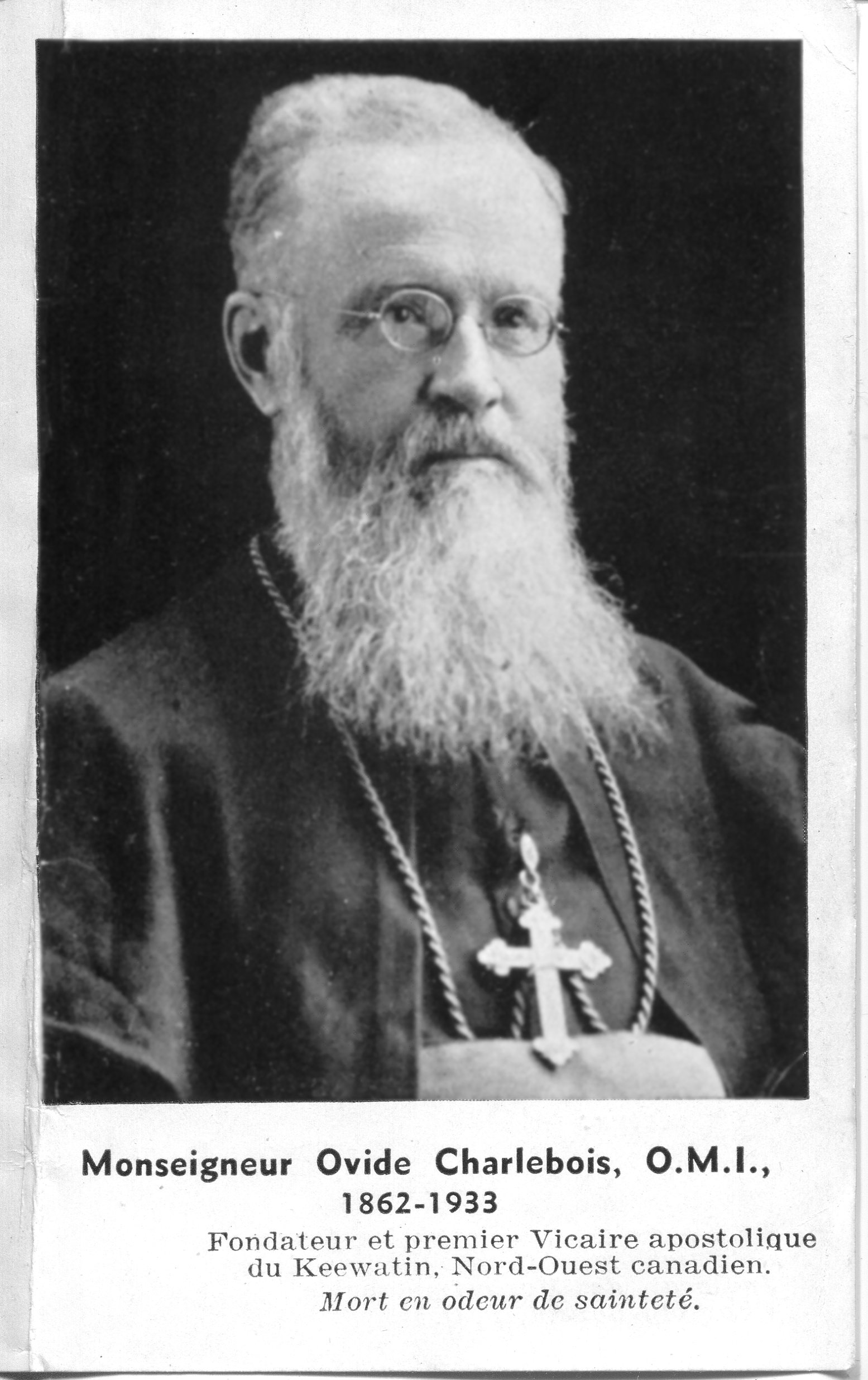
Ovid Charlebois

Ovid Charlebois (* 12. Februar 1862 in Oka, Kanada; † 20. November 1933 in Le Pas) war ein kanadischer Ordensgeistlicher der Kongregation der Oblatenmissionare, römisch-katholischer Bischof und Apostolischer Vikar von Keewatin.

## Leben
Ovid Charlebois empfing am 17. Juli 1887 die Priesterweihe. Sein Leben widmete er der Verkündigung des Evangeliums unter den Ureinwohnern Kanadas.
Papst Pius X. ernannte ihn am 8. August 1910 zum ersten Apostolischen Vikar von Keewatin und zum Titularbischof von Berenice. Der Erzbischof von Saint-Boniface, Louis-Philippe Adélard Langevin OMI, spendete ihm am 30. November desselben Jahres die Bischofsweihe. Mitkonsekratoren waren der Bischof von Joliette, Joseph-Alfred Archambeault, und der Bischof von Saint-Hyacinthe, Alexis-Xyste Bernard. Die Amtseinführung in Keewatin fand am 7. März 1911 statt.
Im für ihn eingeleiteten Seligsprechungsverfahren erkannte ihm Papst Franziskus am 28. November 2019 den heroischen Tugendgrad zu.